# Metaconchoecia goodayi
Metaconchoecia goodayi är en kräftdjursart som först beskrevs av V. G. Chavtur 1987.  Metaconchoecia goodayi ingår i släktet Metaconchoecia och familjen Halocyprididae. Inga underarter finns listade i Catalogue of Life.